# Letnění rybníků

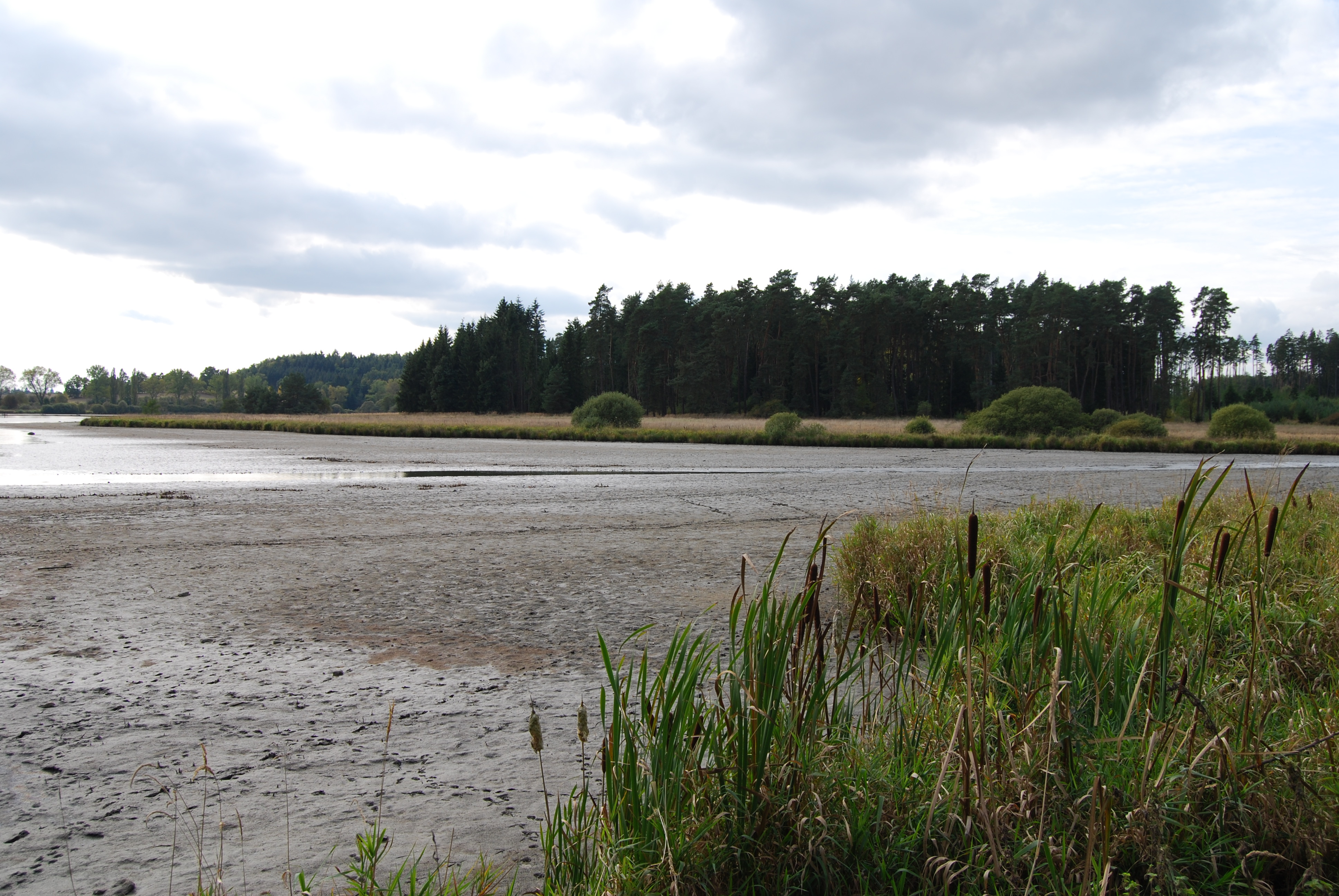
Během letnění dochází k obnažení rybničních sedimentů

Letnění je termín z rybníkářství, kdy je během vegetačního období ponechán alespoň částečně bez vody. Tento postup byl běžně využíván převážně v minulosti pro zvyšování produkce rybníka. Letnění má i pozitivní dopady na různé druhy rostlin a zvířat, které jsou na obnaženém dně životně závislé jako například zástupci ptactva bahňáci (Charadrii). Oproti odbahňování rybníka, kdy je odstraňováno bahno, nedochází v tomto případě k odstraňování sedimentů.
Během letnění dochází také k mineralizaci rybničních sedimentů a vlivem proschnutí dna i k popraskání vrstev usazeného bahna. To přispívá k provzdušnění vrstev, které se nachází pod svrchní vrstvou. Přístup vzduchu do hlubších částí sedimentů zmenšuje význam anaerobních procesů. Vyjma toho mají také litorální porosty možnost regenerovat.
Letnění se používá například na Lednických rybnících v rámci ochrany o tuto národní přírodní rezervaci.